# Gallmersgarten
Gallmersgarten er en kommune i den mittelfrankiske Landkreis Neustadt an der Aisch-Bad Windsheim i den tyske delstat Bayern. Den er en del af Verwaltungsgemeinschaft Burgbernheim.

## Geografi
Nabokommuner er (med uret, fra nord): Uffenheim, Ergersheim, Burgbernheim, Windelsbach, Steinsfeld og Ohrenbach.

### Inddeling
I kommunen ligger ud over Gallmersgarten, landsbyerne:
| - Bergtshofen - Habermühle - Landthurm | - Mörlbach - Steinach an der Ens - Steinach bei Rothenburg o. d. T. |